# Benediktinische Akademie Salzburg
Die Benediktinische Akademie Salzburg (bis zum April 2023: Bayerische Benediktinerakademie) ist eine von den deutschsprachigen Benediktinerklöstern getragene Organisation zur Förderung der Wissenschaft und Kunst.

## Geschichte und Zweck der Benediktinerakademie
Die Gründung der Bayerischen Benediktinerakademie erfolgte auf Anregung von Pater Laurentius Hanser OSB, Stiftsarchivar des Klosters Scheyern, durch das 23. Generalkapitel der Bayerischen Benediktinerkongregation am 30. März 1921 in Plankstetten.
Zweck der Akademie ist die Förderung der wissenschaftlichen Tätigkeit auf dem Gebiet der Ordensgeschichte, der Liturgiewissenschaft und anderer Wissenschaften, die im besonderen Interesse der Benediktinerklöster liegen. Sie will deshalb bei den jüngeren Mitgliedern der Klöster das Interesse am wissenschaftlichen und künstlerischen Arbeiten wecken; außerdem dient sie dem Austausch und Diskurs der im Bereich der Wissenschaft und Kunst tätigen Ordensangehörigen (vgl. Statuten vom 16. Nov. 2002, §§ 1–2). Die Akademie hat den Status eines eingetragenen Vereins mit Sitz in München.
Im April 2023 beschloss die Salzburger Äbtekonferenz in Abstimmung mit der Bayerischen Benediktinerkongregation, die Trägerschaft der Benediktinerakademie zu übernehmen, da deren Tätigkeit sich – über den Bereich der Bayerischen Benediktinerkongregation hinaus – auf alle deutschsprachigen Klöster bezieht. Mit der Übernahme der Trägerschaft ging eine Namensänderung einher. Sie heißt seither Benediktinische Akademie Salzburg.
Publikationsorgane der Akademie sind die Studien und Mitteilungen zur Geschichte des Benediktinerordens und seiner Zweige sowie die Germania Benedictina (Geschichte aller bestehenden und untergegangenen Benediktinerklöster im deutschen Sprachraum).

## Sektionen
Die Akademie gliedert sich in folgende vier Sektionen:
- Sectio theologica  (Theologische Sektion)
- Sectio historica (Historische Sektion)
- Sectio philosophica (Philosophische Sektion)
- Sectio artium (Sektion der Künste)

## Präsidenten seit 1964
Gemäß der Satzung vom 3. Januar 1922 leitete die Akademie ein vom Generalkapitel bestimmter Abtprotektor. Seit der Statutenrevision von 1964 steht ein Präsident an der Spitze der Akademie, der von den ordentlichen Mitgliedern gewählt wird.
- 1964–1978: Albert Sigmund OSB, Kloster Scheyern
- 1978–1984: Stephan Schaller OSB, Kloster Ettal
- 1984–2002: Theodor Wolf OSB, Kloster Ettal
- 2002–2014: Michael Kaufmann OSB, Kloster Metten
- 2014–2019: Erzabt Korbinian Birnbacher OSB, Kloster St. Peter, Salzburg
- 2019–2021 kommissarisch: Äbtissin Carmen Tatschmurat OSB, Kommunität Venio, München
- seit 2021: Erzabt Korbinian Birnbacher OSB, Kloster St. Peter, Salzburg

## Bekannte Mitglieder
Gemäß den Statuten können nur Benediktiner und Benediktinerinnen aus den Klöstern der Confoederatio Benedictina Ordentliche Mitglieder werden, die über eine ausgewiesene wissenschaftliche oder künstlerische Qualifikation verfügen. Andere Personen aus dem Bereich von Wissenschaft und Kunst können als außerordentliche Mitglieder der Akademie berufen werden. Außerdem werden Personen, die sich in besonderer Weise um die Akademie und ihre Ziele verdient gemacht haben, zu Ehrenmitgliedern ernannt.

### „Sectio theologica“
- Thomas Johann Bauer
- Notker Baumann
- Aquinata Böckmann
- Bernhard Eckerstorfer
- Johannes Eckert
- Judith Frei
- Anselm Grün
- Johannes Halkenhäuser
- Gregor M. Hanke
- Dieter Hausmann
- Theresia Heiter
- Martin Klöckener
- Emmeram Kränkl
- Franz Lackner
- Korbinian Linsenmann
- Theodor Lutz
- Dominicus Meier
- Judith Müller
- Michaela Puzicha
- Bruno Rieder
- Fidelis Ruppert
- Elmar Salmann
- Augustinus Sander
- Albert Schmidt
- Katharina Schridde
- Florian Schuller
- Christian Schütz
- Ulrike Soegtrop
- Carmen Tatschmurat
- Lucia Wagner
- Augustinus Weber
- Gregor Zasche
- Alexander Zerfaß

### „Sectio historica“
- Urban Affentranger
- Marcel Albert
- Martin Angerer
- Marc-Aeilko Aris
- Franz Xaver Bischof
- Barnabas Bögle
- Christoph Brandhuber
- Mirko Breitenstein
- Franziskus Büll
- Christoph Dartmann
- Rolf De Kegel
- Gabriele Dischinger
- Cornel Dora
- Immo Eberl
- Peter Erhart
- Udo Fischer
- Helmut Flachenecker
- Helmut Gier
- Christine Glaßner
- Egon Johannes Greipl
- Albert Groiß
- Thomas Groll
- Simon Petrus Haberkorn
- Adolf Hahnl
- Manfred Heim
- Maria Hildebrandt
- Gerald Hirtner
- Elmar Hochholzer
- Gregor Jäggi
- Detlef Jankowski
- Rainer Jehl
- Friedhelm Jürgensmeier
- Michael Kaufmann
- Birgitta Klemenz
- Hans-Michael Körner
- Ferdinand Kramer
- Wilhelm Liebhart
- Monika Lücke
- Konstantin Maier
- Peter Maier
- Erwin Muth
- Thomas Naupp
- Anja Ostrowitzki
- Christoph Paulus
- Stephan Petzolt
- Norbert Piller
- Hans Pörnbacher
- Mechthild Pörnbacher
- Walter Pötzl
- Alkuin Schachenmayr
- Cyrill Schäfer
- Lukas Schenker
- Alois Schmid
- Karl Schmuki
- Georg Schrott
- Ernst Schütz
- Regina Schwerdtfeger
- Monica Sinderauf
- Andreas Sohn
- Beda Maria Sonnenberg
- Michael Staberl
- Ernst Tremp
- Francesco Trolese
- Klaus Unterburger
- Asztrik Várszegi
- Dieter J. Weiß
- Wolfgang Weiß
- Manfred Weitlauff
- Joachim Wild
- Klaus Wolf
- Wolfgang Wüst
- Walter Ziegler
- Maria Magdalena Zunker

### „Sectio philosophica“
- Emmanuel Bauer
- Maximilian Bergmayr
- Marianus Bieber
- Rolf Darge
- Jan-Bernd Elpert
- Hanna-Barbara Gerl-Falkovitz
- Johannes Hauck
- Paul Dominikus Hellmeier
- Benedikta Hintersberger
- Michael F. Köck
- Theodor Wolfram Köhler
- Franz Lackner
- Michael Langer
- Birgitta Louis
- Martin W. Ramb
- Johannes Schaber
- Heinrich M. Schmidinger
- Clemens Schwaiger
- Uta Seibt
- Wolfgang Speyer
- Martin Thurner
- Holger Zaborowski
- Maura Zátonyi

### „Sectio artium“
- Lothar Altmann
- Alois Auer
- Wolfgang Augustyn
- Gregor Baumhof
- Athanasius Berggold
- Petrus Eder
- Theodor Flury
- Urs-Beat Frei
- Gertraut Haberkamp
- Lukas Helg
- Christophora Janssen
- Sixtus Lampl
- Christoph Kürzeder
- Hans Maier
- Anselm Mayer
- Martin Mayrhofer
- Andreas Odenthal
- Altman Pötsch
- Werner Schiedermair
- Carl-Joseph Schnabel
- Philipp von Schönborn
- Peter B. Steiner
- Dominikus Trautner
- Polykarp Uehlein
- Wilhelm Christoph Warning
- Franz Bernhard Weißhaar
- Klaudius Wintz

### Ehrenmitglieder
- Maximilian Aichern
- Franz von Bayern
- Egon Kapellari

### Verstorbene
- Peter Acht
- Rupert Amschwand
- Irmtraud von Andrian-Werburg
- Corona Bamberg
- Beda Bastgen
- Andreas Bauch
- Petrus Bauer
- Romuald Bauerreiß
- Edmund Beck
- Ursmer Berlière
- Amand Bielmeier
- Willi Birkmeier
- Bernhard Bischoff
- Johannes Chrysostomus Blaschkewitz
- Hermann Bourier
- Suso Brechter
- Albert Brettner
- Zeno Bucher
- Kuno Bugmann
- Bénézet Bujo
- Benedikt Busch
- Odo Casel
- Lajos Csóka
- Viktor Josef Dammertz
- Hermann Dannheimer
- Brigitte Degler-Spengler
- Friedrich Dörr
- Johannes Duft
- Hildebrand Dussler
- Irenäus Eibl-Eibesfeldt
- Burkhard Ellegast
- Hilarius Emonds
- Pius Engelbert
- Ursmar Engelmann
- Ulrich Faust
- Rupert Fink
- Pius Fischer
- Rupert Fischer
- Edeltraud Forster
- Karl Suso Frank
- Pankraz Fried
- Adalbert Fuchs
- Horst Fuhrmann
- Ferdinand Gahbauer
- Klaus Ganzer
- Godehard Geiger
- Agape Gensbaur
- Emmeram Geser
- Gottfried Glaßner
- Placidus Glasthaner
- Placidus Glogger
- Willibrord Godel
- Amédée Grab
- Thomas Aquinas Graf
- Franz Gressierer
- Bruno Grieser
- Karl Groß
- Otto Günter
- Rhaban Haacke
- Stephan Haering
- Winfried Hahn
- Kassius Hallinger
- Ludwig Hammermayer
- Laurentius Hanser
- Angelus Häußling
- Michael Hartig
- Hermann Hauke
- Willibald Hauthaler
- Josef Hemmerle
- Rudolf Henggeler
- Benedikt Hermann
- Friedrich Karl Hermann
- Ildefons Herwegen
- Emmanuel Heufelder
- Gabriel Heuser
- Stephan Hilpisch
- Georg Hipp
- Johannes Maria Hoeck
- Philipp Hofmeister
- Hildebrand Höpfl
- Edelbert Hörhammer
- Benno Hubensteiner
- Rupert Jud
- Emmanuel Jungclaussen
- Stephan Kainz
- Augustin Keßler
- Maurus Kinter
- Alois Kirchberger
- Laurentius Koch
- Aegidius Kolb
- Narzissus König
- Bonifaz Kotter
- Maurus Kramer
- Albert Kratzer
- Andreas Kraus
- Edgar Krausen
- Gunther Krotzer
- Albert Kuhn
- Paul-Konrad Kurz
- Bernhard Lambert
- Simon Konrad Landersdorfer
- Hugo Lang
- Odo Lang
- Clemens Lashofer
- Gregor Martin Lechner
- Odilo Lechner
- Franz Lehrndorfer
- Josef Leinweber
- Johannes Evangelista Lettner
- Norbert Lieb
- Benno Linderbauer
- Pia Luislampe
- Konstantin Mach
- Franz Machilek
- Benno Malfèr
- Achim Masser
- Willibald Mathäser
- Augustin Mayer
- Erhard Meissner
- Beda Menzel
- Otto Meyer
- Bonifaz Miller
- Karl Mindera
- Sigisbert Mitterer
- Germain Morin
- Birgitta Münster
- Robert Münster
- Willibrord Neumüller
- Thomas Niggl
- Peter Ochsenbein
- Benedikt Paringer
- Ansgar Paus
- Benedikt Pitschmann
- Joannes Maria Pfättisch
- Canisius Pfättisch
- Georg Pfeilschifter
- Bonifaz Pfister
- Gerhard Pfohl
- Sigmund von Pölnitz
- Franz Quarthal
- Virgil Redlich
- Anselm Reichhold
- Rudolf Reinhardt
- Ernst Reiter
- Beat Reiser
- Frumentius Renner
- Friedrich W. Riedel
- Utto Riedinger
- Ernst Rieger
- Martin Riesenhuber
- Corbinian Ritzer
- Theodor Rolle
- Wolfgang Roscher
- Christof Römer
- Maximilian Rößle
- Matthäus Rothenhäusler
- Wunibald Rötzer
- Ambros Rueß
- Martin Ruf
- Konrad Ruhland
- Anselm Salzer
- Joachim Salzgeber
- Placidus Sattler
- Stephan Schaller
- August Scharnagl
- Bruno Stephan Scherer
- Rudolf Schieffer
- Arno Schilson
- Karl Schlemmer
- Johannes Chrysostomus Schreiber
- Klaus Schreiner
- Heinz-Joachim Schulze
- Georg Schwaiger
- Petrus Sedlmayr
- Adalbert Seipolt
- Karl Selmer
- Emmanuel von Severus
- George N. Shuster
- Albert Siegmund
- Bernhard Sirch
- Columban Spahr
- Johannes Spörl
- Theo Sprang
- Christine Stadler
- Georg Stadtmüller
- Aurelius Stehle
- Anselm Stitzinger
- Bernhard Stöckle
- Pankraz Stollenmayer
- Joseph von Straßer
- Angelus Sturm
- Jürgen Sydow
- Beda Thum
- Irenäus  Totzke
- Hermann Tüchle
- Augustin Ulrich
- Domitilla Veith
- Werner Vogler
- Paulus Volk
- Gerhard Voss
- Bernhard Walcher
- Georg von Waldburg zu Zeil und Trauchburg
- Angelus Waldstein
- Silja Walter
- Viktor Warnach
- Leo Weber
- Egino Weidenhiller
- Paulus Weigl
- Paulus Weissenberger
- Alfred Wendehorst
- Karl Weymann
- Wolfgang Wickler
- Ildephons Widnmann
- Otmar Wieland
- Anselm Wimmer
- Martin Wimmer
- Wolfgang Winhard
- Theodor Wohnhaas
- Bonifaz Wöhrmüller
- Notker Wolf
- Theodor Wolf
- Willibald Wolfsteiner
- Joachim Wollasch
- Notker Würmseer
- Alois Zeschick
- Otmar Zettl
- Alfons Maria Zimmermann
- Gerd Zimmermann